# Mammillaria aureilanata
Mammillaria aureilanata är en kaktusväxtart som beskrevs av Curt Backeberg. Mammillaria aureilanata ingår i släktet Mammillaria och familjen kaktusväxter. Inga underarter finns listade i Catalogue of Life.

## Bildgalleri

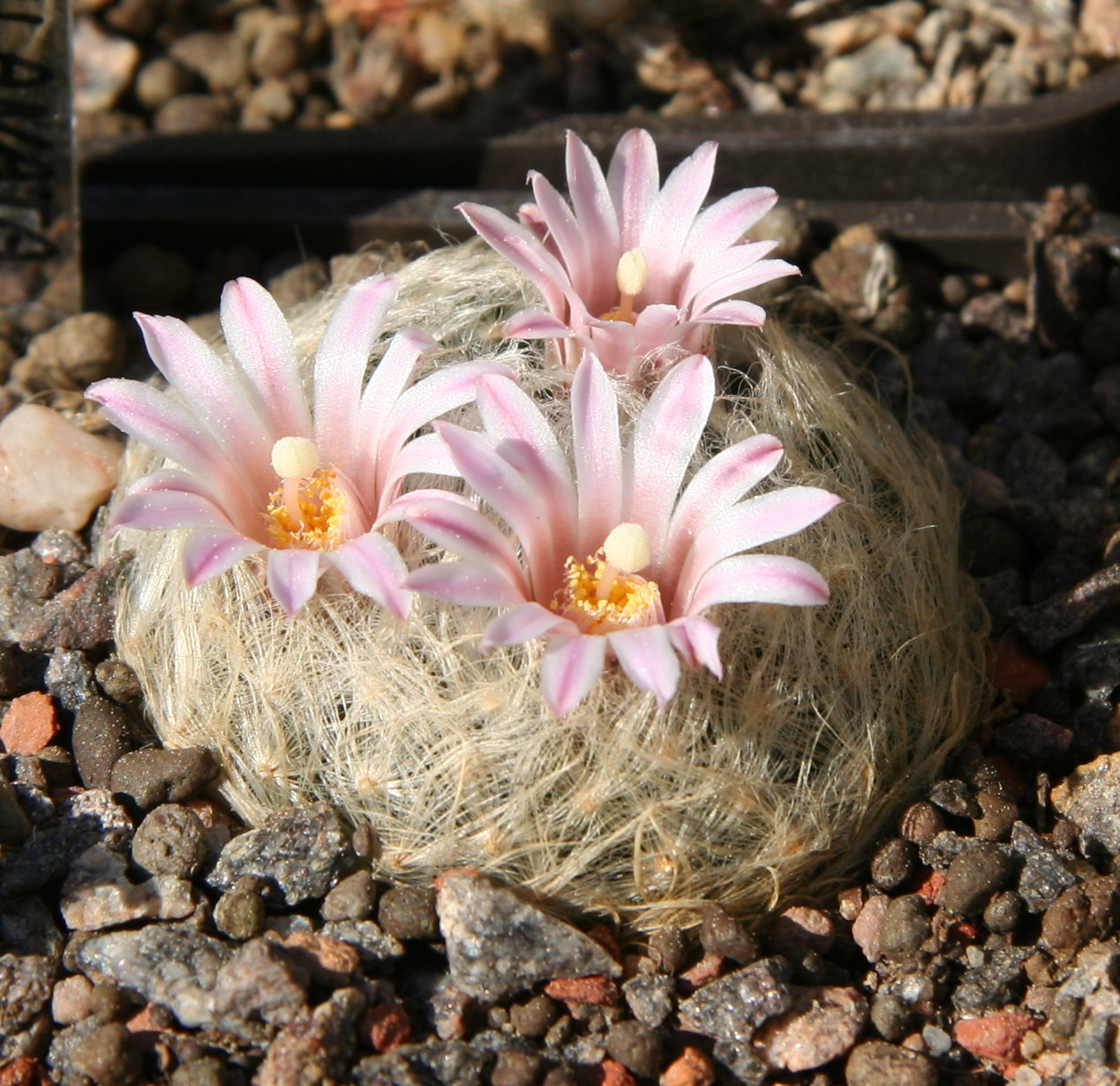
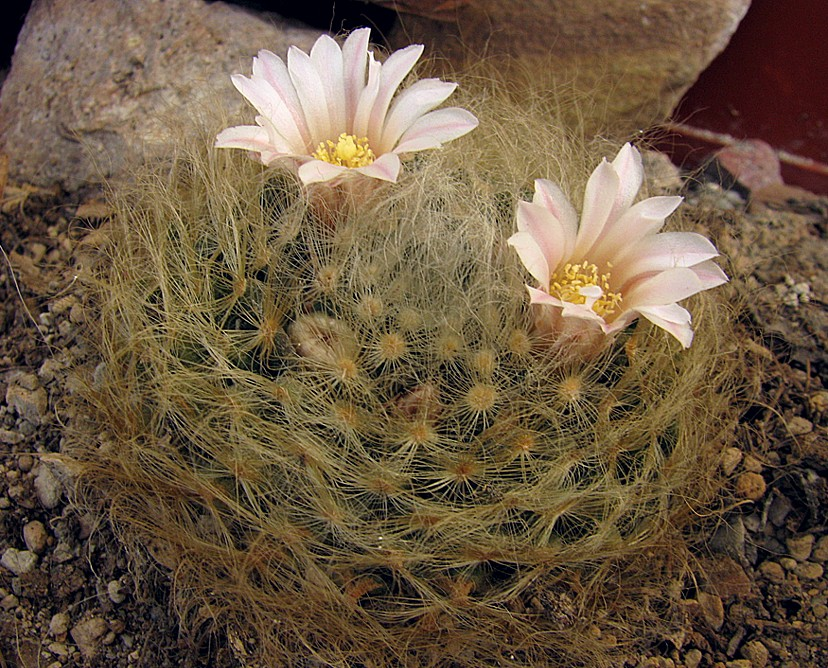
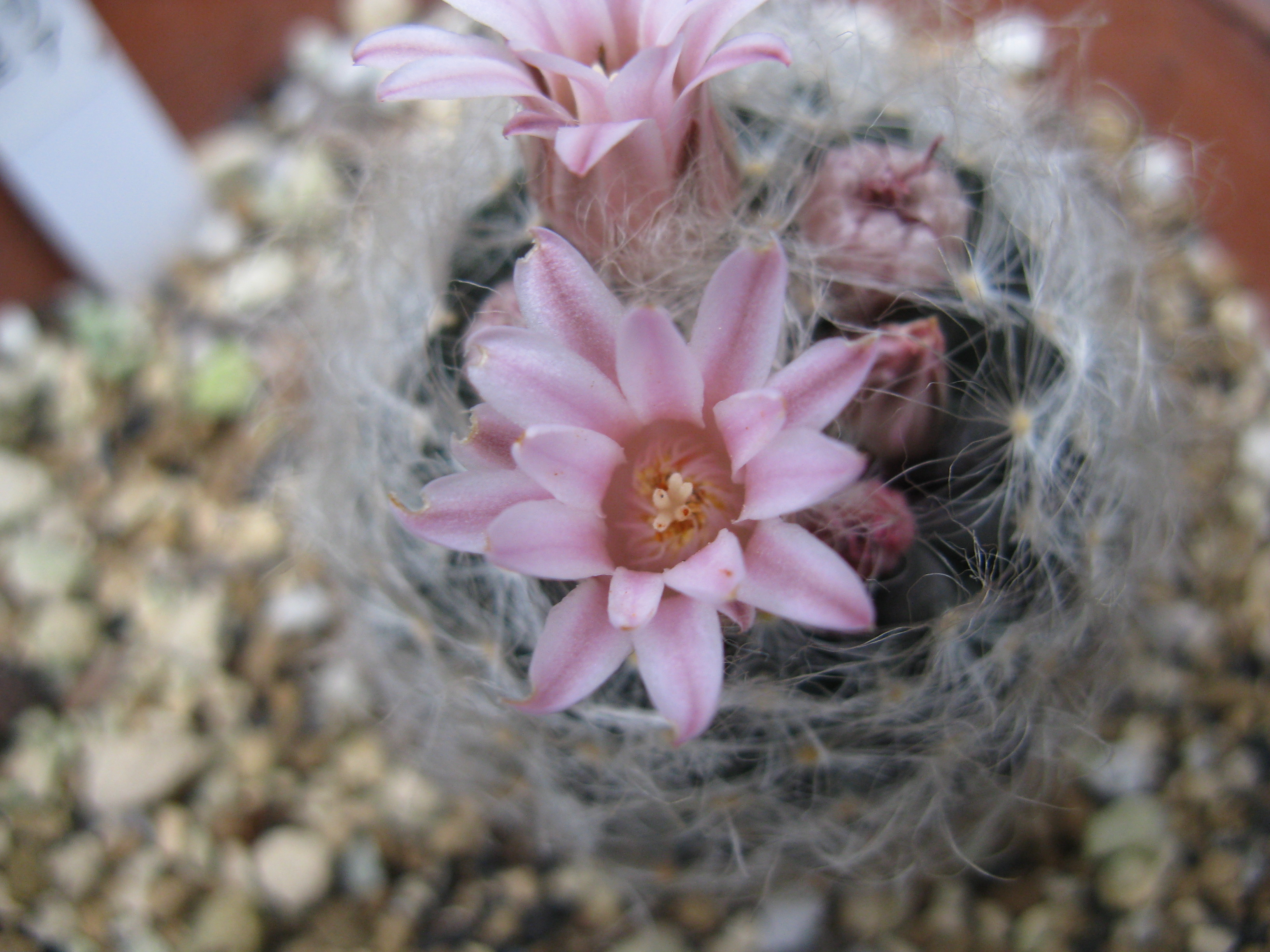
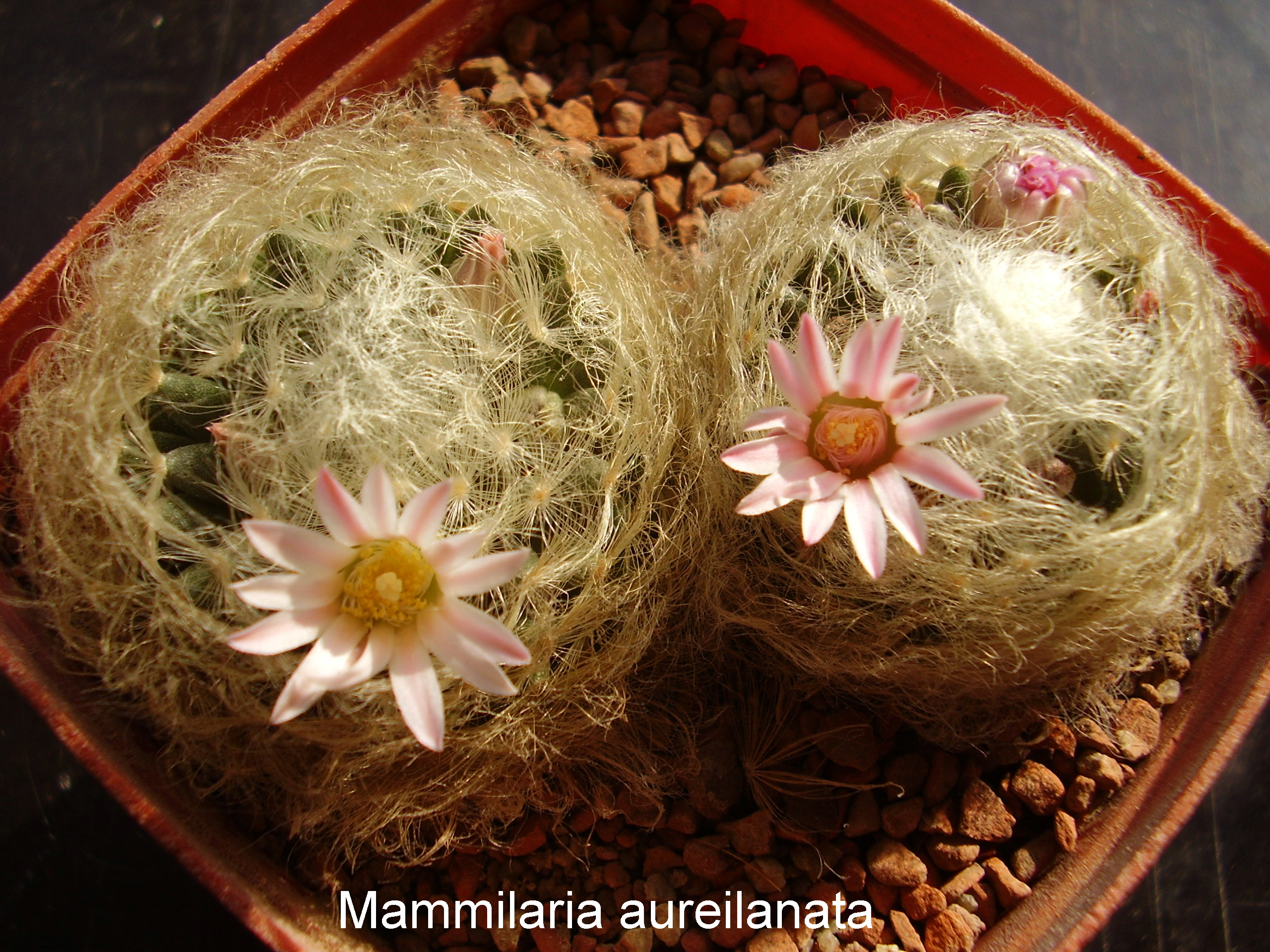